# Deuteronomos lutaria
Deuteronomos lutaria là một loài bướm đêm trong họ Geometridae.